# Чинечитта
Чинечитта́ (итал. Cinecittà, досл.: «Город кино», «Киногород») — итальянская киностудия площадью 40 га (400 000 м²). Студия расположена в юго-восточном пригороде Рима на Тускуланской дороге , примерно в 9 км от центра города.
Киностудия была открыта при Бенито Муссолини в 1937 году, в рамках попытки возрождения итальянской киноиндустрии.
На студии Чинечитта работали всемирно известные режиссёры, такие как Федерико Феллини, Роберто Росселлини, Лучино Висконти, Серджо Леоне, Бернардо Бертолуччи, Фрэнсис Форд Коппола, Мартин Скорсезе и Мел Гибсон. Там было снято более 3000 фильмов, из которых 90 получили номинацию на премию «Оскар», а 47 из них выиграли.

## История

Торжественное открытие студии, 1937 год

Студия была основана в 1937 году Бенито Муссолини, его сыном Витторио, и итальянским журналистом Луиджи Фредди под лозунгом «Il cinema è l’arma più forte» («Кино — самое мощное оружие»). Цель создания студии состояла не только в пропаганде, но и в поддержке восстановления итальянской киноиндустрии, которая достигла своего низшего уровня в 1931 году. Муссолини лично открыл студии 21 апреля 1937 года. Ранние фильмы, такие как Scipio Africanus (1937) и Железная корона (1941), продемонстрировали высокое технологическое развитие студии. Около семи тысяч человек были вовлечены в съемки батальной сцены для фильма «Сципион Африканский», а для съёмки реконструкции битвы при Заме были использованы живые слоны. До 1943 года на студии было снято около 300 фильмов.
Во время Второй мировой войны студии были подвергнуты бомбардировке западными союзниками во время бомбардировки Рима. После войны между 1945 и 1947 годами студия Cinecittà использовалась в качестве лагеря для беженцев в течение примерно двух лет после немецкой оккупации и бомбардировки союзников, которые разрушили часть студии. Примерно 3000 беженцев жили на территории студии, которая была разделена на два лагеря: итальянский лагерь, в котором жили итальянцы, а также лица, вышедшие из колонизированных Ливии и Далмации, и международный лагерь — для беженцев из Югославии, Польши, Египта, Ирана и Китая.
В послевоенные годы студия снова использовалась по назначению после восстановления. В 1950-х годах студия Чинечитта, которая уже была прозвана Голливудом на Тибре, была местом съемок нескольких крупных американских фильмов, таких как «Римские каникулы» (1953), «Посрами дьявола» (1953), «Босоногая графиня» (1954), «Бен Гур» (1959), а также несколько картин с низким бюджетом с Лекс Баркер в главной роли, который также снялся в фильме Федерико Феллини «Сладкая жизнь» (1960). Студия много лет была тесно связана с именем Феллини.
Позже студия была использована для производства таких фильмов как «Франциск Ассизский» (1961), «Клеопатра» (1963), «Агония и экстаз» (1965), «Ромео и Джульетта» (1968), «Казанова Федерико Феллини» (1976), «Травиата» (1982) и многие другие.
В 1980-х годах киностудию на грани банкротства национализировало итальянское правительство. С 1990-х годов на студии были сняты такие фильмы как «Английский пациент» Энтони Мингеллы (1992), «Банды Нью-Йорка» Мартина Скорсезе (2002), «Утомленные морем» Уэса Андерсона (2004) и «Страсти Христовы» Мела Гибсона (2004).
В 1991 году на территории киностудии прошёл конкурс «Евровидение»; в 1995 — выставка, посвящённая 100-летию кинематографа. В 2006 году Маурицио Костанцо (итал. Maurizio Costanzo) и Стефано Чикарини (итал. Stefano Cigarini) открыли комплекс «Cinecittà Campus», ставший впоследствии школой актёрского мастерства под названием «Eutheca — European Union Academy of Theatre and Cinema» («Европейский союз Академии театра и кино»).
9 августа 2007 года пожар уничтожил около 3000 м² территории и окрестностей студии Чинечитта. Историческая часть, где находятся декорации классических фильмов, таких как «Бен-Гур», не была повреждена, однако большая часть оригинальных декораций для телесериала «Рим» была уничтожена. В июле 2012 года ещё один пожар повредил обширную студию Teatro 5, где Феллини снимал фильмы «Сладкая жизнь» и «Сатирикон Феллини» (1969).
Первого августа 2022 года на студии произошёл новый сильный пожар, в результате которого сгорели павильоны «Флоренции эпохи Возрождения» и студии сериала «Молодой папа» Паоло Соррентино и реалити-шоу «Большой брат».

## Cinecittà World
В 2009 году студия объявила, что намерена создать тематический парк. Первый тематический кино-парк развлечений в Италии, Cinecittà World, открылся 24 июля 2014 года. Тематический парк стоимостью 250 миллионов евро расположен примерно в 25 км к юго-западу от студии Cinecittà, на месте бывшей киностудии, построенной Дино Де Лаурентисом в 1960-х годах. Cinecittà World был разработан Данте Ферретти, продюсером, который получил три премии «Оскар». В парке всё посвящено кино и вдохновлено киностудией Cinecitta. Площадь Cinecittà World составила 25 гектаров. В парке расположены 40 аттракционов и четыре «кино-театра», где показывают тематические спектакли.
Cinecittà World рассчитывает ежегодно посещать 1,5 миллиона посетителей. В планы по расширению тематического парка входит сооружение заповедника и оздоровительного центра.

## Галерея

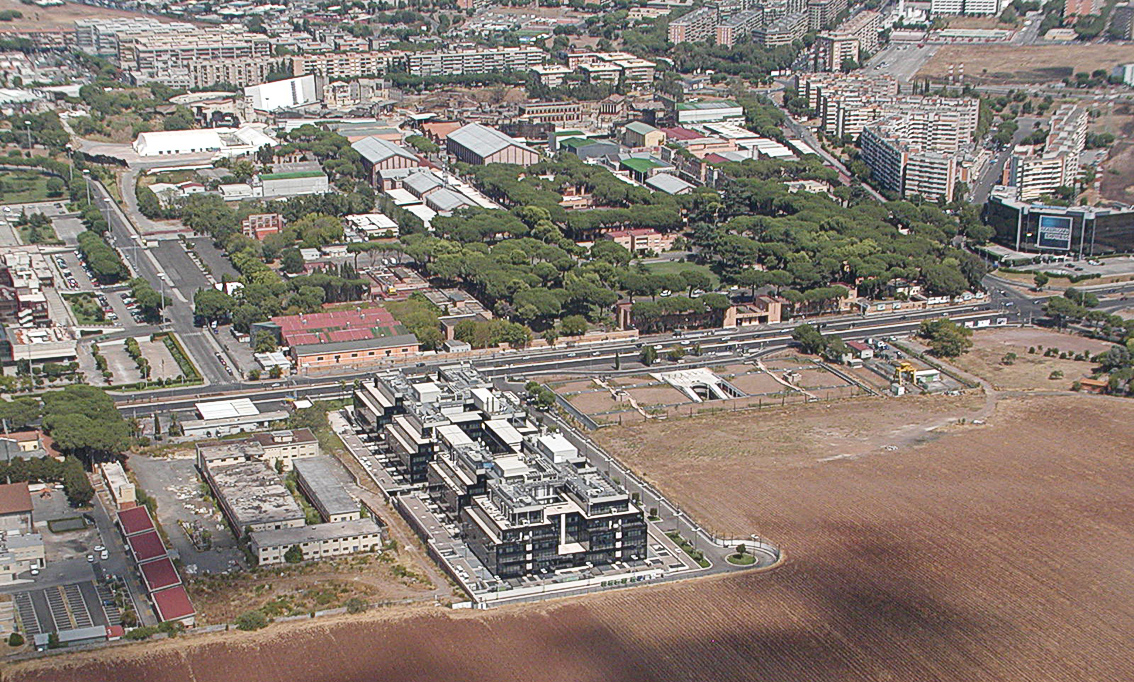
Панорамный вид на студию, 2007 год
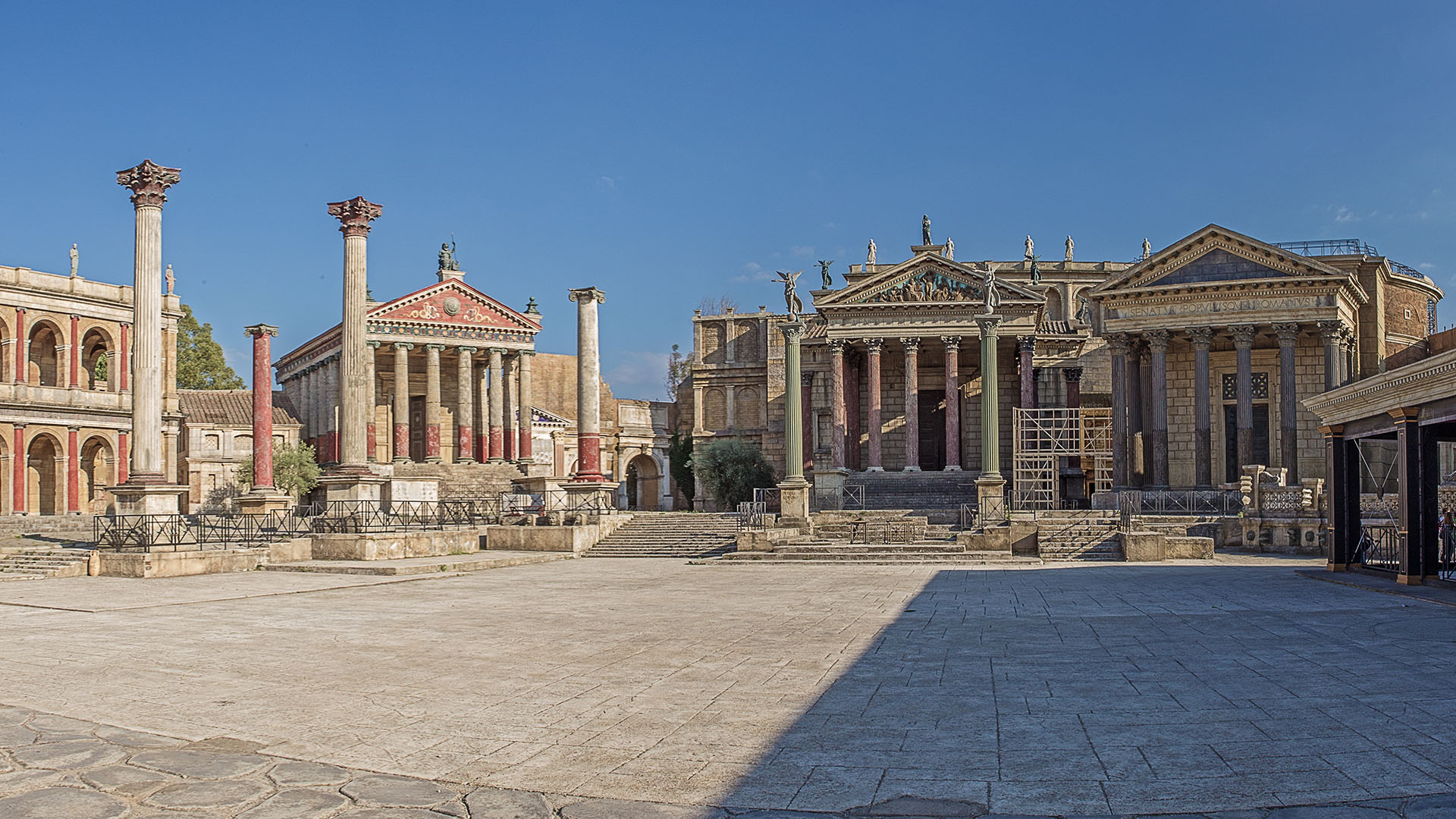
Декорации сериала Рим,2014 год
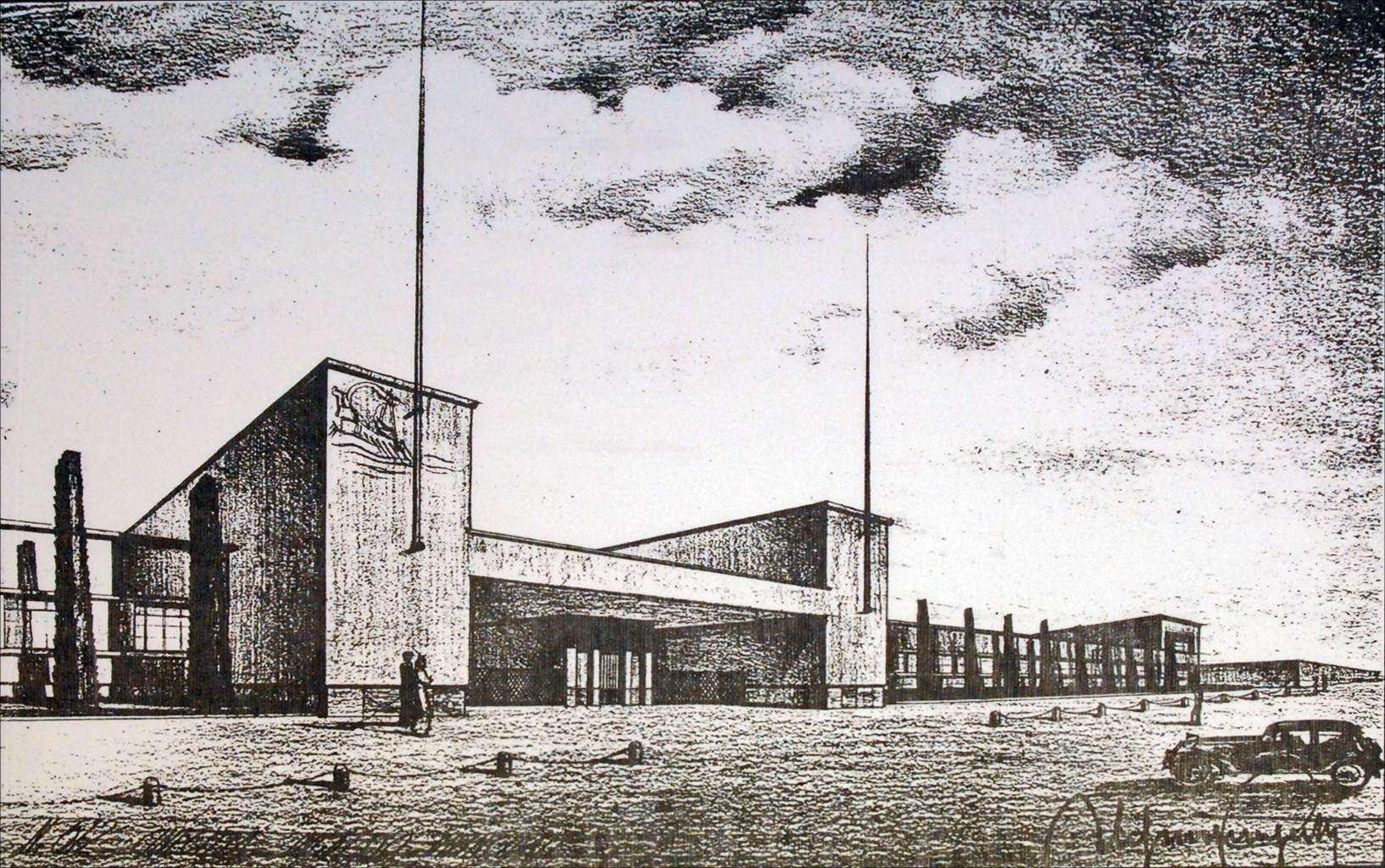
Репродукция архивного рисунка, представленного на выставке "Cinecittà si Mostra", 2011 год
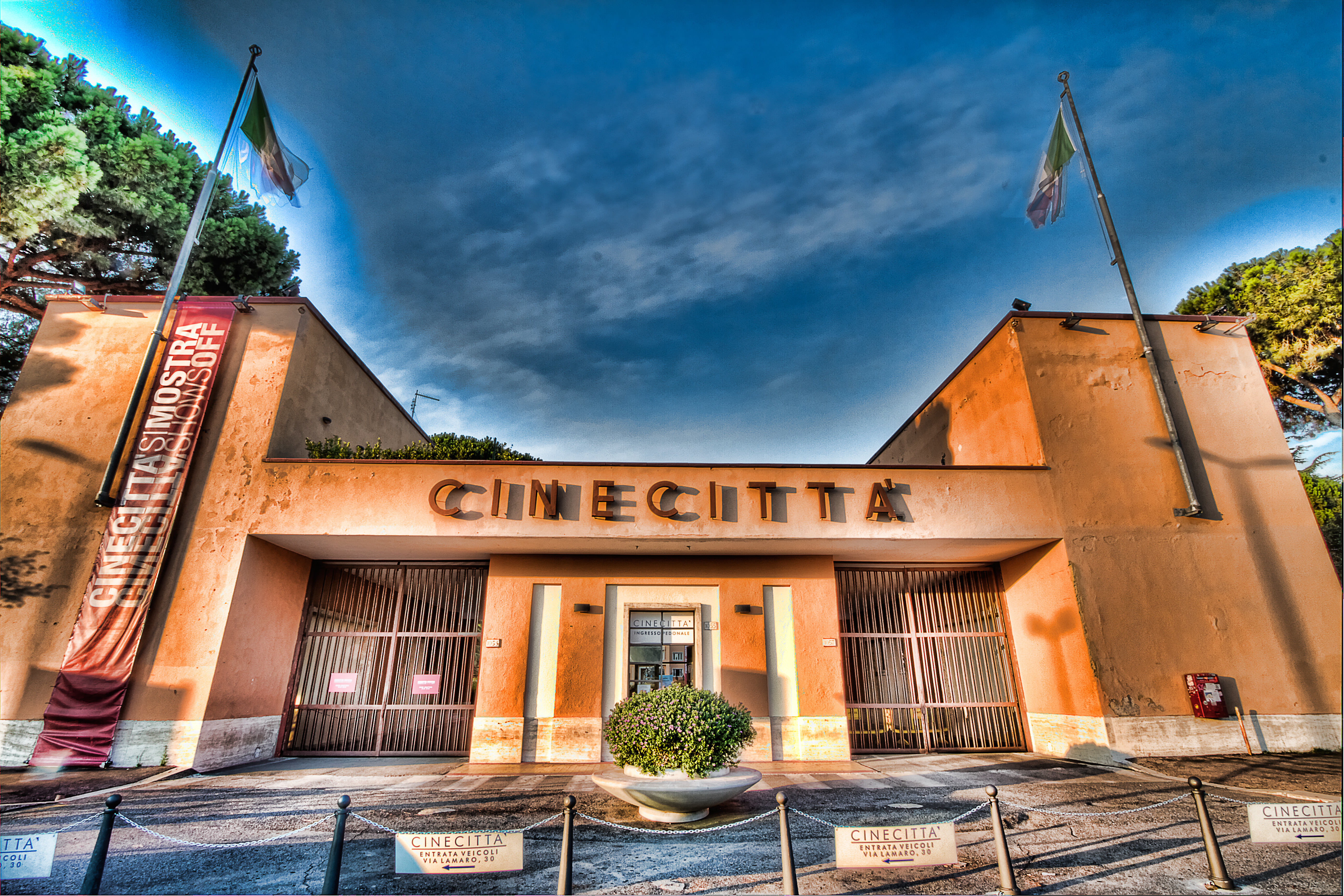
Студия в 2011 году
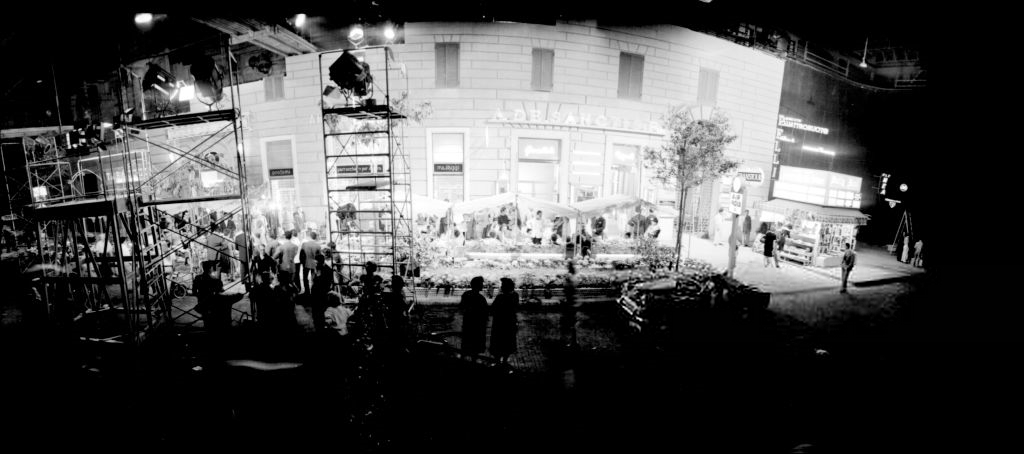
Съёмки фильма на киностудии, 1959 год